# Асис Морейра, Роберто де
Роберто де Асис Морейра (порт. Roberto de Assis Moreira; родился 10 января 1971 года в Порту-Алегри, Бразилия) — бразильский футболист, выступавший на позиции полузащитника. В настоящее время футбольный агент.
Брат и агент бразильского футболиста Роналдиньо.

## Клубная карьера
В молодости Асис был большим талантом. Раньше семья Асиса жила в деревянном доме в трущобах Порту-Алегри. В то время отец семейства часто подрабатывал охранником автостоянки стадиона «Гремио», чтобы немного увеличить свой скромный доход. Успехи Асиса в футболе помогли семейству переехать на более комфортное место жительства. После тяжёлой травмы колена все надежды игрока заиграть на высшем уровне были разрушены. Он выступал за несколько клубов по всему миру, поиграл в Швейцарии, Японии и Мексике, а завершил свою карьеру в клубе высшей французской лиги «Монпелье». Сейчас Асис выступает в качестве агента и советника своего брата Роналдиньо, оказывая на него большое влияние. Роберто также является владельцем футбольного клуба «Порту-Алегри».

## Достижения
- Чемпион штата Риу-Гранди-ду-Сул (3): 1988, 1989, 1990
- Обладатель Кубка Бразилии (1): 1989
- Обладатель Суперкубка Бразилии (1): 1990
- Чемпион Швейцарии (2): 1996, 1997
- Обладатель Кубка Швейцарии (3): 1995, 1996, 1997
- Обладатель Суперкубка Португалии (1): 1995